# 利索瓦波利亞納 (巴赫馬奇區)
51°22′46″N 32°55′58″E / 51.37944°N 32.93278°E
利索瓦波利亞納（烏克蘭語：Лісова Поляна），是烏克蘭北部的村莊，隸屬切爾尼希夫州的尼任區。該村始建於1650年，面積0.09平方公里，海拔高度120米，2006年人口9，人口密度每平方公里95.7人。